# Matthew Aid
Matthew M. Aid (* 11. März 1958 in New York City, New York; † 20. August 2018 in Washington, D.C.) war ein US-amerikanischer Militärhistoriker und Autor.
Aid schloss ein Studium der Internationalen Beziehungen am Beloit College in Beloit, Wisconsin mit dem Bachelor-Titel ab. 2001 war er Mitherausgeber von Secrets of Signals Intelligence During the Cold War and Beyond. 2007 war Aid Geschäftsführer des Washingtoner Büros von Citigate Global Intelligence and Security.
Aid lebte in Washington, D.C. und setzte sich insbesondere mit der Signals Intelligence und der Geschichte der National Security Agency auseinander.
2006 wurde öffentlich gemacht, dass er 1985 während seiner Militärzeit bei der Air Force in Großbritannien wegen eines Verstoßes gegen die Geheimhaltungsbestimmungen angeklagt und für über ein Jahr inhaftiert worden war; er selbst erklärte dazu, er sei ein Workaholic gewesen und habe Arbeit mit nach Hause genommen. Die späte Veröffentlichung seiner Verurteilung sei der Versuch gewesen, ihn und seine Enthüllungen über die Zusammenarbeit zwischen Air Force und CIA zu diskreditieren.

## Werke
- Roger Z. George, Robert D. Kline, Matthew M. Aid, Christopher M. Andrew: Intelligence and the National Security Strategist: Enduring Issues and Challenges. 2005
- The Secret Sentry. The Untold History of the National Security Agency. Bloomsbury Press, 2010, ISBN 978-1-60819-096-6
- Intel Wars: The Secret History of the Fight Against Terror. Januar 2012, ISBN 1-60819-481-7